# زولتان تیلدی
زولتان تیلدی (مجاری: Tildy Zoltán) رئیس‌جمهور جمهوری دوم مجارستان از ‎۱۹۴۵–۱۹۴۶ بود. همچنین از ۱۹۴۶ تا ۱۹۴۸ در دوران پس از جنگ جهانی دوم و قبل از تصرف قدرت توسط کمونیست‌های پشتیبانی شده توسط شوروی نخست‌وزیر این کشور بود.

## زندگی شخصی
زولاتان تیلدی در لوچنتس در امپراتوری اتریش-مجارستان در یک خانواده از مقامات دولتی متولد شد. او مدرک الهیات را از آکادمی الهیات در پاپا دریافت کرد و سپس یک سال در کالج الهیات در بلفاست به تحصیل پرداخت. تیلدی از سال ۱۹۲۱ به عنوان وزیر فعال کالوینیسم خدمت کرد و ویرایشگر مقالات روزانه کلیسا بود. در سال ۱۹۲۹ تیلدی همراه با چند تن دیگر از شخصیت‌های سیاسی مجار از جمله فرنتس نادی عضو حزب خرده‌مالکان، کشاورزان و شهروندان (FKGP) و پس از مدت کوتاهی معاون اجرایی سازمان شد.
وی در سال ۱۹۱۶ ازدواج کرد که حاصل این ازدواج سه فرزند به نام‌های زولتان، اِرژبت و لاسلو بود.

## زندگی سیاسی و پس از آن
تیلدی در سال ۱۹۳۳ و پس از آن مجدداً در سال‌های ۱۹۳۶ و ۱۹۳۹ به عضویت در پارلمان انتخاب شد. او بر دولت میکلوش هورتی فشار آورد تا از جنگ جهانی دوم بیرون بیاید. پس از این که مجارستان توسط نازی‌ها اشغال شد، تیلدی مجبور به فرار و زندگی مخفیانه شد. زمانیکه ارتش سرخ به اصطلاح مجارستان را آزاد کرد، تیلدی رهبر حزب خرده‌مالکان شد. وی از ۱۵ نوامبر ۱۹۴۵ تا ۱ فوریه ۱۹۴۶ نخست‌وزیر و پس از آن تا ۳ اوت ۱۹۴۸ رئیس‌جمهور مجارستان بود.
تیلدی در ۳۱ ژوئیه ۱۹۴۸ و پس از آن‌که پسرخوانده‌اش به اتهام فساد و زنا دستگیر شد، استعفا داد. تا تاریخ ۱ مه ۱۹۵۶ در بوداپست در بازداشت خانگی بود. در دوران انقلاب ۱۹۵۶ مجارستان به عنوان وزیر امور خارجه در دولت ائتلافی منصوب شد اما پس از شکست انقلاب توسط نیروهای شوروی دستگیر شد. در ۱۵ ژوئن ۱۹۵۸، تیلدی در دادگاه ایمره نادی و همدستانش توسط دادگاه عالی به شش سال حبس محکوم شد. با این حال، او در ماه آوریل سال ۱۹۵۹ به علت بیماری مورد عفو قرار گرفت. پس از آن به‌طور کامل بازنشسته شد و در ۴ اوت ۱۹۶۱ در بوداپست درگذشت.